# Jeanne de Flandreysy
Jeanne de Flandreysy, née Jeanne Mellier le 11 juillet 1874 à Valence et morte le 15 mai 1959 à Avignon, est une femme de lettres française.

## Biographie

### Origine et premières années
Jeanne de Flandreysy entame très tôt une carrière littéraire et journalistique. Issue d'une vieille famille drômoise, elle s'intéresse avec son père, l'archéologue Étienne Mellier, et sa mère Marie-Louise de Ladreyt, à la culture provençale et écrit plusieurs ouvrages sur les principaux sites de la région. En 1899, elle épouse un gentilhomme écossais d'origine française, Aymar de Flandreysy, réside quelques mois sur ses terres, qu'elle rebaptise « Les Glycenets », près de l'abbaye de Melrose, mais devient rapidement veuve à la suite d'un accident de chasse (ou d'un naufrage, selon d'autres sources).

### Vie parisienne
À son retour d'Écosse, certains se plaisent à faire courir le bruit, son nouveau statut n'ayant pas été inscrit sur les registres d'état-civil français, que son défunt mari était imaginaire, légende qui durera jusqu'à nos jours. Elle se partage ensuite entre Paris et la Provence où sa grande beauté, sa culture et son brillant esprit suscitent l'intérêt et l'admiration de la haute société. Ses réceptions alimentent la chronique mondaine et ses articles, rédigés dans une langue élégante et châtiée, lui valent l'intérêt des revues littéraires aussi bien que des grands tirages, comme Le Figaro, La Nouvelle Revue, Les Annales politiques et littéraires ou Femina. Parmi ses hôtes ou ses relations célèbres, on rencontre, Jules Charles-Roux, qui apporte son soutien financier au Félibrige, Marcel Proust, qui s'inspira probablement en partie d'elle pour le personnage d'Odette de Crecy, Paul Helleu, qui grava son très beau portrait, Sarah Bernhardt, Déodat de Séverac, Alphonse Daudet, le prince Roland Wise-Bonaparte, Vincent d'Indy, Paul Arène, Jules Supervielle, Léo Lelée, Jean Aicard, Jules Claretie, le sculpteur Théodore Rivière, mais aussi et surtout Frédéric Mistral, qu'elle soutiendra et qui obtiendra bientôt le Prix Nobel de littérature. Pendant cette période, elle se rend souvent en Provence et se mêle aux Reines du Félibrige, auxquelles elle assure un rayonnement nouveau (Marie-Louise Mistral bien sûr, mais aussi Jeanne Roumanille, Philadelphe de Gerde, Nerte de Baroncelli, Marie-Thérèse de Chevigné; Marie de Sormiou…).

### En Provence
En 1908, lors du tournage du film Mireille, elle rencontre à Arles le marquis Folco de Baroncelli avec qui elle aurait eu une brève liaison, avant d'en devenir l'égérie. Elle intervient financièrement en 1918 pour le sauver de la ruine, en rachetant à Avignon, avec l'aide de son père, sa maison familiale, le Palais de Baroncelli, désormais baptisé du Roure par Mistral. Elle en assurera une coûteuse restauration et en fera un des hauts lieux de la culture méridionale, L'Institut méditerranéen, placé sous la double autorité des universités de Montpellier et d'Aix-Marseille. Elle le lèguera ensuite de son vivant, ainsi que l'ensemble de son mobilier et un considérable fonds d'archives, à la ville d'Avignon.
En 1936, elle épouse le commandant Émile Espérandieu, archéologue et érudit, membre de l'Institut. Elle crée une collection de cloches de près de deux cents pièces, l'un des plus beaux ensembles campanaires de France, réunit au palais du Roure une collection de tableaux, meubles, objets insolites, manuscrits rares, revues, photographies et documents divers de Provence et des pays d'Oc, publie plusieurs ouvrages sur Arles, le Valentinois et la Camargue qui sont aujourd’hui de véritables fonds documentaires, car contenant des documents inédits pratiquement disparus. Elle valorise le Museon Arlaten en lui consacrant un ouvrage, et ne cessera jamais d'animer sa demeure, le palais du Roure, où l'on rencontre Édouard Herriot, Louis Le Cardonnel, Pablo Casals, Émile Ripert, Marcel Pagnol, le peintre Henry de Groux, faisant de ce monument d'Avignon une sorte de « villa Medicis » provençale.
L'« abbesse du Roure », telle que l'appelaient les Avignonnais, fut nommée chevalier de la Légion d'honneur le 18 avril 1953 et mourut le 15 mai 1959. Elle repose à Valence, dans le caveau familial.

## Œuvres
- La Gravure et les Graveurs dauphinois, (Grenoble 1901)
- La Grâce de l'enfant dans l'art (1903)
- Femmes et déesses (Préface de Jules Claretie 1903)
- Le Taureau de Camargue, avec Gaston Bouzanquet, 1925 [lire en ligne]
- La Vénus d'Arles et le Museon Arlaten, (préface Frédéric Mistral), Alphonse Lemerre, Paris, 1903, 168 p. [lire en ligne]
- Vers le Beau (Préface de Jean Aicard 1904)
- Valence, son histoire, ses richesses d'art, son livre d'or, avec Étienne Mellier, 1910
- Les Lundis de la Marquise Desbielles (Figaro)
- La femme provençale, illustrations Fernand Detaille, Paris, 1922, F. Detaille éditeur, 150 p.
- Folco de Baroncelli, La Chèvre d'or, 1948
- Les Saintes-Maries-de-la-Mer. Ex-voto avec un poème liminaire de Folco de Baroncelli et quelques vers de Frédéric Mistral, La chèvre d'or, 1948
- Les Venus gréco-romaines de la vallée du Rhône, Jules Céas, Valence, 1906. gr. in-8° br., 70p.